# بيتر بيرناور
بيتر بيرناور (بالألمانية: Peter Bernauer)‏ هو لاعب كرة قدم ألماني في مركز الدفاع، ولد في 10 سبتمبر 1965 في ألمانيا الغربية. لعب مع نادي بازل.